# MURDERED 魂の呼ぶ声
『MURDERED 魂の呼ぶ声』（Murdered: Soul Suspect）は、アメリカのAirtight Gamesとスクウェア・エニックスの共同開発で制作された、ステルス、アクションアドベンチャーゲーム。日本でのリリースは2014年7月17日。Xbox 360、Xbox One版は2014年9月4日発売。また、クラウドゲームとしてG-cluster版が2015年3月5日に、スマートフォン及びタブレット版が2015年12月16日に発売された。

## 解説
殺害され幽霊となった男が証拠を少しずつ集めながら連続殺人犯「ベル・キラー」を追っていくアドベンチャーゲームで、謎解きに重きを置いている。
幽霊となったロナンは直接生者に触れたり話しかける事はできないものの、生者に憑依したり心の中をのぞいたりするといった精神的な干渉が可能である。また、残留思念などに干渉して、様々なアイテムを復元することも可能であり、物体などを動かしてポルターガイスト現象を引き起こすこともできる。
本作では証拠集めのほか、ロナンと悪霊との戦いも描かれる。

## 登場人物

### メインキャラクター
ロナン・オコナー（Ronan O'Connor）
声 - 山寺宏一
本作の主人公である、連続殺人犯「ベル・キラー」を追っていた刑事。追い詰めたところでベル・キラーに殺害され、幽霊となる。
ジュリアと再会するも、まだやり残したことがあったため、ダスクに残りながらベル・キラー捜索を続けている。

### サブキャラクター
ジョイ（Joy Foster）
声 - 伊瀬茉莉也
ロナンが命と引き換えに助けた少女。霊能力を持っており、死んだロナンの姿を見る事が出来る。
レックス（Javle "Rex" Reyes）
声 - 大川透
ジュリアの兄でロナンの義兄。刑事。
ジュリア（Julia O'Connor）
声 - 小林沙苗
ロナンの妻。物語が始まった時点で既に死亡している。
バクスター
声 - 谷昌樹
警察官。横柄で自分が気に入らない相手に対して排他的な性格でロナンと折り合いが悪く、他の同遼にもベル・キラーではないか？と疑われている。
アビゲイル・ウィリアムズ（Abigail Williams）
声 - 沢城みゆき

## 舞台
セイラム
ロナン達の住む町。
ダスク
現世と重なる形で存在する異世界。生者が直接立ち入ることは困難である一方、ダスクに存在する幽霊たちが生者に直接干渉することも困難である。